# مات فان بيرن
مات فـان بيرن (بالإنجليزية: Matt Van Buren)‏ هو فنان قتال مختلط أمريكي، ولد في 12 يونيو 1986 في تشيسابيك في الولايات المتحدة.

## وصلات خارجية
- مات فـان بيرن على موقع يو إف سي (الإنجليزية)
- مات فـان بيرن على موقع بيلاتور (الإنجليزية)
- مات فـان بيرن على موقع شيردوغ (الإنجليزية)
- مات فـان بيرن على موقع IMDb (الإنجليزية)